# Фуряева, Татьяна Васильевна
Татьяна Васильевна Фуряева (род.26 сентября 1948, п. Усть-Абакан, Хакасская автономная область) — российский педагог, доктор педагогических наук, профессор, Заслуженный работник высшей школы РФ, почётный профессор Красноярского государственного педагогического университета им. В. П. Астафьева, сертифицированный эксперт Министерства науки и образования РФ.

## Биография
В 1966 году окончила с золотой медалью одиннадцатилетнюю среднюю школу в п. Усть-Абакан Хакасской автономной области. После окончания в 1971 году Иркутского государственного педагогического института иностранных языков имени Хо Ши Мина работала по распределению в течение четырёх лет учителем и организатором внешкольной воспитательной работы в средней школе ст. Инголь Красноярского края.
Случилось так, что её уроки посетил профессор А. И. Дулов, в то время зав. кафедрой педагогики и психологии Красноярского государственного университета. Он и предложил Т. В. Фуряевой стать старшим лаборантом его кафедры, чуть позднее она была избрана на должность ассистента той же кафедры.
С 1979 по 1982 годы обучалась в очной аспирантуре факультета психологии Московского государственного университета им. М. В. Ломоносова с последующей защитой кандидатской диссертации на тему «Критический анализ теоретических основ университетского образования в германоязычных странах» (научный руководитель — профессор Е. И. Руднева, научный консультант — профессор Т. Ф. Яркина).
В 1982—1986 годах — старший преподаватель кафедры педагогики Красноярского государственного университета.
C 1 января 1987 года по инициативе ректора Красноярского государственного педагогического института А. Н. Фалалеева стала организатором и заведующим новой кафедры этого вуза — дошкольной педагогики и психологии на факультете начальных классов (декан Я. М. Кофман). В 1992 году на базе этой кафедры был создан новый факультет — дошкольного воспитания, впоследствии переименованный в факультет педагогики и психологии детства. Соответственно, кафедра была преобразована в кафедру педагогики детства.
В 1992—1994 годах — старший научный сотрудник КГПИ.
Вернувшись на кафедру, в 1995 году защитила в Челябинском государственном университете докторскую диссертацию на тему «Теория и практика дошкольного воспитания в германоязычных странах». В 1996 году утверждена в звании профессора.
По инициативе Т. В. Фуряевой в 1998 году началась подготовка студентов по новым образовательным программам «Социальная педагогика» и «Социальная работа». В 2008 году из состава кафедры педагогики детства выделилась в качестве самостоятельной кафедра социальной педагогики и социальной работы, которой Т. В. Фуряева продолжает руководить по настоящее время.

## Научная деятельность
Является специалистом в области педагогической компаративистики, дошкольного воспитания, профессионального образования. Имеет научную школу. По состоянию на начало 2014 года, под её руководством защищены 13 кандидатских диссертаций. Выполняются докторские исследования. Является руководителем издательского проекта «Антропология и социальная практика» (12 выпусков). Опубликовала около 200 научных работ в России, Германии, Австрии, США, в том числе восемь монографий. Два учебных пособия, подготовленных Т. В. Фуряевой, имеют гриф Министерства науки и образования РФ, рекомендованы в качестве учебников.
Т. В. Фуряева прочитала более ста учебных и публичных лекций в университетах Инсбрука, Вена (Австрия), Бамберга, Мюнхена, Нюрнберга, Регенсбурга, Эрлангена (ФРГ). Является сертифицированным экспертом Министерства науки и образования РФ, Красноярского краевого фонда науки.
Член редакционного совета «Педагогического журнала», заместитель главного редактора и член редакционной коллегии «Вестника Красноярского государственного педагогического университета имени В. П. Астафьева».

## Общественная деятельность
Член Немецкого общества педагогической науки, член союза социальных педагогов и социальных работников РФ, член Международной педагогической академии, член академии педагогических и социальных наук, член комиссии фонда культурных инициатив М. Прохорова. , член общественного совета при министерстве социальной политики Красноярского края, член координационного совета по реализации национальной стратегии действий в интересах детей при Губернаторе Красноярского края.

## Награды и звания
- Отличник народного просвещения (1992);
- Почётный работник высшего профессионального образования Российской Федерации (2003);
- Почётный профессор КГПУ им. В. П. Астафьева (2009);
- Лауреат профессорской премии Главы г. Красноярска 2010 года[4].
- Заслуженный работник высшей школы Российской Федерации (2011)[5].

## Основные труды
- Фуряева Т. В. Сравнительная педагогика особенных детей: теоретико-методологический аспект / Т. В. Фуряева ; М-во образования Рос. Федерации, Краснояр. гос. пед. ун-т. — Красноярск : Кларетианум, 2002. — 184, [1] с.
- Фуряева Т. В. Детско-родительское сообщество: теория и практика социально-педагогического сопровождения : учебное пособие к спецкурсу «Технологии работы с семьей» / Т. В. Фуряева, Н. А. Старосветская ; М-во образования Рос. Федерации, Краснояр. гос. пед. ун-т. — Красноярск : КГПУ, 2003. — 129, [1] с.
- Фуряева Т. В. Сравнительная педагогика детства : учебное пособие : [для студентов высших учебных заведений, обучающихся по специальностям : 030900 «Дошкольная педагогика и психология», 030900 «Педагогика и методика дошкольного образования»] / Т. В. Фуряева ; М-во образования и науки Рос. Федерации, ГОУ ВПО «Краснояр. гос. пед. ун-т им. В. П. Астафьева». — Красноярск : КГПУ, 2004. — 463 с.
- Фуряева Т. В. Педагогика интеграции за рубежом : [монография] / Т. В. Фуряева ; Федерал. агентство по образованию, ГОУ ВПО «Краснояр. гос. пед. ун-т им. В. П. Астафьева». — Красноярск : КГПУ им. В. П. Астафьева, 2005. — 207 с.
- Фуряева Т. В. Теория и практика психолого-педагогического сопровождения и интеграции детей в общество : [монография] / Т. В. Фуряева, Н. А. Старосветская ; Федерал. агентство по образованию, ГОУ ВПО «Краснояр. гос. пед. ун-т им. В. П. Астафьева». — Красноярск : КГПУ им. В. П. Астафьева, 2005. — 280, [1] с.
- Фуряева Т. В. Дети и подростки в трудной жизненной ситуации: педагогическая теория, практика сопровождения и интеграции : монография / Т. В. Фуряева, И. Г. Каблукова ; Федерал. агентство по образованию, ГОУ ВПО «Краснояр. гос. пед. ун-т им. В. П. Астафьева». — Красноярск : КГПУ им. В. П. Астафьева, 2007. — 295 с.
- Фуряева Т. В. Педагогическая диагностика: сравнительный аспект- [монография] / Т. В. Фуряева. Федерал. агентство по образованию, ГОУ ВПО «Краснояр. гос. пед. ун-т им. В. П. Астафьева». — Красноярск : КГПУ им. В. П. Астафьева, 2008. — 254 с.
- Фуряева Т. В. Социальная реабилитация семьи с особым ребёнком: психолого-педагогический аспект: учебно-методическое пособие / Т. В. *Фуряева, Ю. Ю. Бочарова, Ю. А. Черкасова; ГОУ ВПО «Краснояр. гос. пед. ун-т им. В. П. Астафьева» [и др.]. — Красноярск : КГПУ им. В. П. Астафьева, 2010. — 206, [1] с.
- Фуряева Т. В. Комплексная реабилитация людей с инвалидностью : методическое пособие / Т. В. Фуряева, Ю. Ю. Бочарова; ГОУ ВПО «Краснояр. гос. пед. ун-т им. В. П. Астафьева» [и др.]. — Красноярск : КГПУ им. В. П. Астафьева, 2010. — 168, [1] с.
- Фуряева Т. В. Дошкольное образование: культурно-антропологический подход. / Т. В. Фуряева, Б. В. Салчак , Ч. М. Ондар ; ГОУ ВПО «Краснояр. гос. пед. ун-т им. В. П. Астафьева» [и др.]. — Красноярск: КГПУ им. В. П. Астафьева, 2011. — 371, [1] с.
- Фуряева Т. В. Сравнительная специальная педагогика: учеб.пособие для студ. Учреждений высш. Проф. образования, Н. М. Назарова, Е. Н. Моргачева, Т. В. Фуряева. — М.: Издательский центр «Академия», 2011. — 336 с.
- Фуряева Т. В. Наблюдательные практики в профессионально-педагогической подготовке бакалавров: методическое пособие / Т. В.
- Фуряева; М-во образования и науки РФ, ФГБОУ ВПО «Краснояр. гос. пед. ун-т им. В. П. Астафьева». — Красноярск: КГПУ им. В. П. Астафьева, 2013. — 101, [1] с.
- Фуряева Т. В. Сетевая модель открытого профессионального социального образования (на примере Красноярского края) Т. В.
- Фуряева, Ю. А. Черкасова , Ю. Ю. Бочарова ; ГОУ ВПО «Краснояр. гос. пед. ун-т им. В. П. Астафьева» [и др.]. — Красноярск : КГПУ им. В. П. Астафьева, 2013. — 271, [1] с.